# Rinus Gerritsen
Pour les articles homonymes, voir Gerritsen.
Rinus Gerritsen, né le 9 août 1946 à La Haye aux Pays-Bas, est un musicien néerlandais connu principalement comme cofondateur et bassiste du groupe de hard rock Golden Earring, « le groupe de rock le plus ancien et le plus couronné de succès que les Pays-Bas aient jamais produit », surnommé les « Hollandais Volants ».
En plus de la basse, Gerritsen joue également du clavier, de l'harmonica et de la contrebasse.

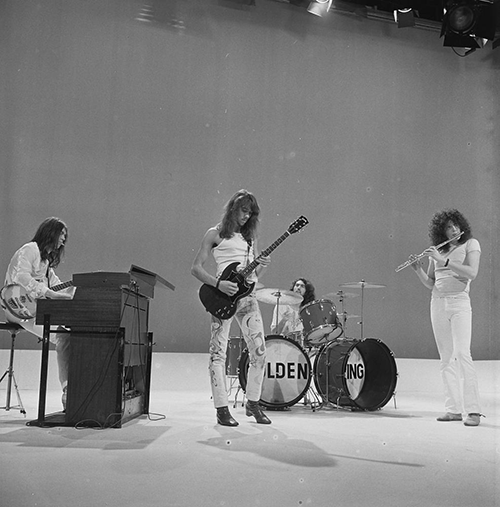
Golden Earring à l'émission TopPop en 1971, avec Rinus Gerritsen aux claviers, à gauche.

## Carrière

### Carrière avec Golden Earring
En 1961, à l'âge de 14-15 ans, Rinus forme un groupe instrumental de rock 'n' roll, les Tornados, avec son jeune voisin George Kooymans et d'autres amis du quartier de la Terletstraat à La Haye,, : « Un groupe d'adolescents à l'époque, comme il en pullulait à La Haye et qui écumait les clubs locaux et les fêtes scolaires ». Marinus Gerritsen et George Kooymans avaient alors respectivement quinze et treize ans.
Peu de temps après, un groupe britannique du nom de Tornados connaît un succès international avec Telstar et Kooymans et Gerritsen changent le nom du groupe en « The Golden Earrings » (avec S), d'après le titre d'une chanson du groupe britannique The Hunters.
Quelque temps plus tard, le groupe perce au niveau national avec les titres Please Go (issu de l'album Just Earrings) et That Day.
En 1967, ils sont rejoints par Barry Hay,,, un multi-instrumentiste et chanteur subtil qui « occupe la scène avec maestria ». Le fait que le chanteur parle couramment l'anglais donne au groupe un avantage supplémentaire par rapport aux nombreux autres groupes actifs aux Pays-Bas à cette époque.
À la fin des années 1960, le groupe change légèrement de nom pour devenir « Golden Earring » (sans S) et fait partie de l'élite de la scène rock néerlandaise.
En 1969, le producteur Freddy Haayen organise une tournée américaine, la première tournée d'un groupe néerlandais dans ce pays : Golden Earring partage l'affiche avec Led Zeppelin, Sun Ra, John Lee Hooker et Joe Cocker. Plus tard cette année-là, le groupe traverse à nouveau l'océan, cette fois pour promouvoir l'album Eight Miles High, sorti en Amérique par Atlantic Records.
En 1970, c'est au tour de Cesar Zuiderwijk de rejoindre le groupe, un batteur dont les « soli de batterie valent à eux seuls le déplacement et constituent un moment phare dont chacun attend fébrilement la fin pour le voir, d'un bond magistral, planer au-dessus de ses fûts et atterrir sur le devant de la scène, cascade qui vaudra à Golden Earring l'appellation de « Hollandais Volants ». ». Avec son arrivée apparaît le line-up classique du groupe.
Ils expérimentent leur style pendant plusieurs années avant de se lancer dans le hard rock pur et simple, semblable à celui des Who qui les invitent à faire la première partie de leur tournée européenne en 1972,. Le chanteur des Who, Roger Daltrey, leur rendra hommage en disant « Ce groupe est trop bon pour jouer en première partie ».
Sorti en 1974, l'album Moontan contient le plus grand succès du groupe, le single Radar Love, numéro un aux Pays-Bas, Top Ten au Royaume-Uni et numéro 13 aux États-Unis.

Golden Earring à l'émission TopPop en 1974
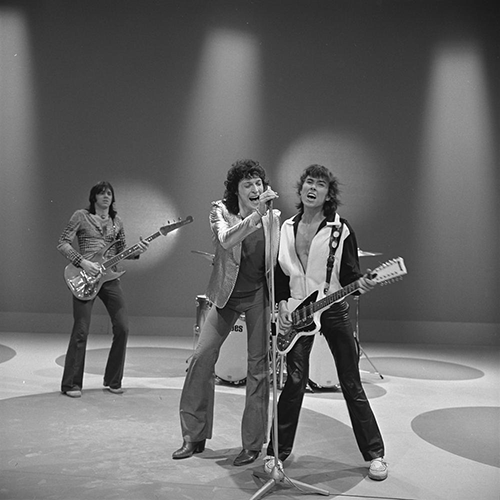
Rinus Gerritsen, Barry Hay et George Kooymans.
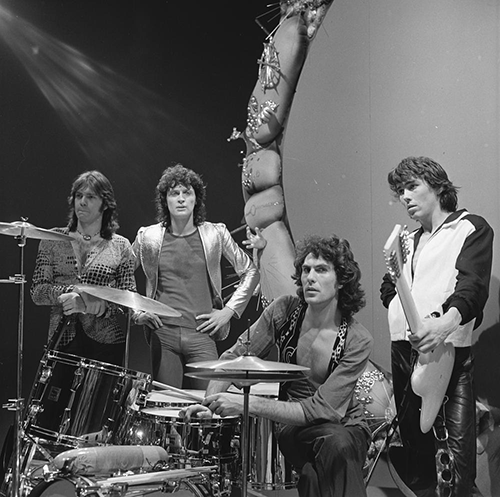
Rinus Gerritsen, Barry Hay, Cesar Zuiderwijk et George Kooymans.

### Carrière solo
En 1979, Rinus Gerritsen réalise son premier album solo en collaboration avec Michael van Dijk.

### Carrière de producteur
Gerritsen a été le producteur de Herman Brood et Urban Heroes.

### Autres activités
En 1985, Gerritsen fonde avec Cesar Zuiderwijk le magasin de musique Rock Palace à La Haye. Ce magasin, établi dans la Torenstraat, devient le rendez-vous des musiciens de la ville.
Il écrit également dans les colonnes de la revue De Bassist.

## Instrument
Gerritsen fut le premier musicien rock néerlandais à posséder une basse Danelectro. Il utilisa cet instrument jusqu'à ce que celui-ci fut volé en 1977 durant la tournée américaine de Golden Earring, après quoi son père fabriqua pour lui une nouvelle basse.

## Distinction
En 1969, Kooymans et Gerritsen emportent la première édition de la « Zilveren Harp » (Harpe d'Argent), un prix musical néerlandais attribué à de jeunes talents.

## Vie privée
Rinus est végétarien et s'abtient de toute consommation de boisson alcoolisée.
Son frère, Rob Gerritsen, est le manager de Golden Earring et sa sœur Melanie est mariée avec George Kooymans, le guitariste du groupe.